# Yolivan Biglieri
Yoliván Alberto Biglieri (Lanús, 5 de agosto de 1923 - 20 de junio de 2003) fue abogado, escribano, político, legislador, docente y periodista. Se hizo conocido por ser la última persona en batirse a duelo con sable en la historia argentina, contra Benigno Ignacio Varela, uno de los militares que hizo el golpe del 66. Fue secretario de Arturo Illia por 20 años y su vida política fue en Lanús, donde ejerció como Concejal Municipal de 1958 a 1962 y fue Presidente del Club Atlético Lanús de 1978 a 1979. En esa localidad, hay una calle que lleva su nombre.

## Familia
Yoliván Biglieri era hijo de Pascual Florentino, un inmigrante anarquista italiano, quien había sido periodista de Caras y Caretas antes de la Primera Guerra Mundial. 
Estuvo casado con la abogada Lydia Beatriz Cajigal, con quien tuvo tres hijos: Carlos, abogado y docente, Jorge Daniel, escribano; y Alberto Biglieri, abogado y funcionario público, quien hoy se desempeña como Consejero de la Magistratura de la Ciudad de Buenos Aires.

## Carrera académica y política
Estudió Derecho en la Universidad Nacional del Litoral y cursó el doctorado en la Universidad de Buenos Aires. Fue uno de los fundadores de la Facultad de Derecho de la Universidad Nacional de Lomas de Zamora, donde hay una sala de profesores con su nombre. Allí fue titular de Derecho Municipal desde 1985 hasta que falleció. Desarrolló una larga trayectoria en la Unión Cívica Radical, entre 1972 y 1973 como vicepresidente del Comité de la Provincia de Buenos Aires que presidió César García Puente. 

### En la Unión Cívica Radical
En 1958, fue concejal de Lanús por la Unión Cívica Radical del Pueblo, partido del cual también fue apoderado. Además, fue secretario del presidente Dr. Arturo Umberto Illia durante su gobierno. 
En 1966 luego del golpe de Estado al gobierno de Illia, Biglieri compró un diario de Lanús llamado Autonomía.
En 2007, el intendente de Lanús, Manuel Quindimil, cambió el nombre de la calle donde estaba ubicada la escribanía y el diario de Biglieri. Dejó de ser Coronel Rojas y pasó a llamarse Dr. Yolivan Alberto Biglieri. Esta calle tiene tres cuadras de extensión, comprendida por la avenida 25 de Mayo y la calle Presidente Quintana.
En el acto de inauguración, Quindimil se refirió a Biglieri como “un ilustre hijo de Lanús que nos brindó su pluma y su palabra….más allá de las diferencias políticas que hemos tenido, compartimos nuestro amor por esta ciudad y por la verdad”.
En 2017 se encontraba dentro del padrón para elegir a los miembros del Consejo de la Magistratura.
El 29 de junio de 2018 se inauguró un Ateneo con su nombre en la Unión Cívica Radical de Monte Chingolo.

### Dirigente deportivo
También se desempeñó en el mundo del deporte. Entre 1978 y 1979 ejerció la presidencia del Club Atlético Lanús.

## El último duelo de la historia argentina
En la edición del 14 de octubre de 1968 del Diario Autonomía, del que Yoliván Biglieri era dueño, se publicó un artículo en el que se acusaba de “traidor” a Benigno Varela, uno de los militares que había hecho el golpe de Estado a Illia.
La columna destacaba: “Varela era el mismo que juró lealtad a Perón después del 16 de junio de 1955 y el que después del 16 de septiembre quería fusilar peronistas. Era el mismo que mostraba lealtad al almirante Rojas y lo apostrofaba después que el doctor Frondizi asumió el gobierno. Era el rebelde del 2 de abril de 1963 que, como no pudo embarcarse a bordo de los buques revolucionarios, manifestó después que había concurrido a los mismos para tratar de disuadir a sus compañeros de tal intento”. 
Después del duelo, no hubo reconciliación. El militar exigía que Yoliván se retractara y éste se negó. 
Luego de unos años se supo que Biglieri no había sido el autor de la nota pero se hizo cargo y asumió el combate sin revelar quién la había escrito. 
Pero este no fue el único entredicho que Biglieri tuvo con los militares, también los echó del velatorio del general Aramburu y los criticó durante la dictadura. 
En su editorial, recibió emboscadas nocturnas en la que empapelaron la imprenta y apalearon al sereno.